# Євангеліє псевдо-Матвія
Євангеліє Псевдо-Матфея — апокрифічне Євангеліє дитинства, написане на латині не раніше IX століття під впливом Протоєвангелія Якова і Євангелія від Фоми.
Текст складається з двох частин, які в деяких редакціях мають заголовки « Книга про народження святої Діви» та « Книга про дитинство Спасителя». Існує коротка редакція апокрифа, що починається з підробленого листування Ієроніма Стридонського з єпископами Хромаціем та Іліодором. У ній на питання єпископів про справжність оповідання про народження Марії і дитинство Ісуса Ієронім нібито відповідає:

Покладаєте ви на мене важку ношу, блаженнійші єпископи, вимагаючи від мене турботи про перекази, які святий апостол і євангеліст Матвій сам не хотів оприлюднювати. Бо, якби в них не було таємниці, він їх, звичайно, помістив би в Євангеліє, яке він написав. Але він це зробив, написавши цю книгу під покровом букв єврейських, і не мав на увазі її розкриття, так що до цього дня книга ця знаходиться в руках вірян, які отримали її безпосередньо від своїх попередників, написаною його власною рукою письменами єврейськими. 

В Євангелії Псевдо-Матвія розповідається про зачаття та Різдво Богородиці, введення її в Храм, Благовіщення, Різдво Христове та повитуху Соломію, поклоніння волхвів, побиття немовлят, втечу до Єгипту і чудеса підлітка і юнака Ісуса після його повернення в Назарет. Євангеліє Псевдо-Матвія своєю структурою і деталями сюжетів повторює розповіді Протоєвангелія і Євангелія від Фоми, але з помітно посиленим елементом чудес. Наприклад, Ісус починає творити чудеса вже немовлям, утихомирює драконів, переселяє в рай пальму, виступаючи як Бог Отець, який посадив Едемський сад. Крім Євангелій дитинства що передували йому, Євангеліє Псевдо-Матвія використовує й інші оповіді, що існували в західних, і в східних областях християнського світу (наприклад, Арабське Євангеліє дитинства Спасителя).